# Enex Jean-Charles
Enex Jean-Charles (nascido em 18 de julho de 1960) é um político haitiano que atuou como primeiro-ministro do Haiti entre março de 2016 até março de 2017.

## Carreira
Jean-Charles nasceu em Chansolme no ano de 1960.
Entre março de 2004 até junho de 2006, Jean-Charles atuou como secretário-geral do Conselho de Ministros sob o governo do presidente Boniface Alexandre. Sob o sucessor de Alexandre, René Préval, Jean-Charles era um assessor especial. Também atuou como assessor do presidente Michel Martelly durante seu mandato, de 2011 até 2016.
Em março de 2016, Jean-Charles foi nomeado como ministro designado do Planejamento e Cooperação Externa no governo de Fritz Jean. Em 22 de março do mesmo ano, o presidente interino Jocelerme Privert nomeou Jean-Charles como primeiro-ministro por decreto. O plano politico geral de seu antecessor, Fritz Jean, havia sido rejeitado pela Câmara dos Deputados em 20 de março. Em 25 de março, Jean-Charles apresentou seu gabinete de governo. Em 25 de março, Jean-Charles obteve apoio tanto para seu plano político geral quanto para seu gabinete de governo de ambas as Câmaras do Parlamento Haitiano e foi confirmado como primeiro-ministro. Em 28 de março, seu governo se instalou oficialmente. Em 21 de março de 2017, foi sucedido como primeiro-ministro por Jack Guy Lafontant.
Jean-Charles tem trabalhado como professor de direito administrativo na Universidade do Haiti desde o ano de 1991.

## Vida pessoal
Jean-Charles é casado e tem três filhos.